# Adam and the Ants
Adam and the Ants — британская группа новой волны, образованная Адамом Антом в Лондоне, Англия, в 1977 году, имевшая большой коммерческий успех в начале 1980-х годов и оказавшая заметное влияние, в частности, на многих исполнителей брит-попа (Elastica, Suede, Franz Ferdinand и др.). В 1980—1982 годах 8 синглов группы входили в UK Singles Chart Top 40, два из них, «Stand and Deliver» и «Prince Charming» возглавляли списки. Чарттоппером стал и альбом Kings of the Wild Frontier, 66 недель проведший в Top 40.

## История группы

### Истоки
В начале 70-х годов Адам Ант (настоящее имя Стюарт Лесли Годдард, англ. Stuart Leslie Goddard) играл на бас-гитаре в паб-рок группе Bazooka Joe, которая сейчас в основном известна по тому факту, что они были хедлайнерами концерта 6 ноября 1975 года в Центральном художественном колледже Св. Мартина, на котором дали своё первое выступление Sex Pistols. После этого концерта Адам, вдохновленный Sex Pistols, покинул Bazooka Joe, чтобы организовать свой собственный ансамбль. 3 июля 1976 была образована группа The B-Sides, с бас-гитаристом Энди Уорреном (англ. Andy Warren) и гитаристом Лестером Сквэром (англ. Lester Square). Записав панк-версию «These Boots are Made for Walking», группа (не имевшая постоянного барабанщика, а значит, и шансов пробиться в столичную концертную цепь) распалась.
Зато Адам приобрёл несколько полезных знакомств — в частности, среди персонала бутика «SEX», которым заправлял Малкольм Макларен. В апреле 1977 года Адам Ант попал на концерт Siouxsie and the Banshees (вместе с The Violators) в лондонском клубе The Roxy. Именно здесь у него и появилась идея создания Adam & the Ants.
Почему я назвал себя Адамом?.. Видите ли, физически я был сложен несколько иначе, чем Дэвид Боуи и Элис Купер, мои кумиры. Был помускулистее и в собственных глазах выглядел этаким Адамом в Эдемском саду, словно бы сошедшим с картины эпохи Возрождения… Ну, а The Ants — это, разумеется, был аналог The Beatles… Главное же, название Adam And The Ants легко слетало с языка. — Адам Ант, «Time Out».

### Дебют
Adam & the Ants в составе: Ант, Сквэр, Уоррен и ударник Пол Фланаган (англ. Paul Flanagan) — дали свой первый концерт (который был приватным) 5 мая 1977 года в спальне Масуэлл-Хилла. Через день после премьеры группу покинул Лестер Сквэр (для того, чтобы закончить обучение в школе искусств, позднее организовал The Monochrome Set). Его заменил гитарист Марк Райан (англ. Mark Ryan, настоящее имя Mark Gaumont). В этом составе 10 мая 1977 года, в театре Института Современного Искусства (ICA) состоялся первый официальный публичный концерт группы.
В самом начале июня 1977 года Фланагана заменил ударник Дэйв Барби (англ. Dave Barbe, настоящее имя David Barbarossa), с которым, в июле — августе того же года, были сделаны первые записи группы «Plastic Surgery» и «Deutscher Girls» (и ещё шесть песен, выпущенных впоследствии на бутлеге The Jubilee Demos).
23 января 1978 года группа дебютировала на радио в программе Джона Пила. На сессиях у Пила были записаны 4 песни, в том числе «Lou», где в качестве вокалистки была приглашена менеджер группы Джордан (англ. Jordan, настоящее имя Pamela Rooke). На следующий день были перезаписаны «Deutscher Girls» и «Plastic Surgery» для саундтрека к фильму Дерека Джармена «Jubilee». И на сессиях у Джона Пила и на записи саундтрека участвовал новый гитарист Джонни Бивуак (англ. Johnny Bivouac). Последний, впрочем, покинул состав 15 мая — после выступления группы в лондонском Roundhouse (совместно с X-Ray Spex). Два концерта группа отыграла в составе трио.
Летом 1978 года произошёл курьёзный конфликт Адама и организации Rock Against Racism. Последняя постоянно обвиняла Adam & the Ants в том, что те симпатизируют фашистам (основанием служили лишь использование символики и употребление слова 'nazi' в текстах), что группа опровергала. RAR, чтобы «проверить» A&tA на благонадёжность, пригласила их выступить в серии своих концертов. Адам Ант согласился, и RAR, разочарованная тем, что «разоблачение» не удалось, подвергла фронтмена группы «допросу» в форме интервью, которое с явным пристрастием проводила Люси Туспэйст.
В июне 1978 года в составе группы (на концерте в Hard Rock Café) дебютировал гитарист Мэтью Эшман (англ. Mathew Ashman). Начались интенсивные гастроли по Великобритании (нередко — в паре со Siouxsie and the Banshees), в том числе были отыграны два концерта в рамках Rock Against Racism. Месяц спустя группа записала свою вторую сессию у Джона Пила (John Peel Session). Затем группа подписала мини-контракт с Decca на выпуск лишь двух синглов и отправилась в европейское турне. Первый сингл «Young Parisians» вышел в октябре 1978 года. Недовольная слабым успехом сингла, Decca в начале 1979 года прекратила сотрудничество с группой, поэтому свой второй сингл «Zerox» Adam & the Ants выпустили на независимом лейбле Do It. 26 марта группа в третий раз участвовала в сессиях у Джона Пила.

### Dirk Wears White Sox
Этот же состав (Ант, Эшман, Уоррен и Барбаросса) и записал дебютный альбом Dirk Wears White Sox (1979, Do It), мрачную и амбициозную пластинку с характерными рваными ритмами и угловатыми гитарными рифами, кроме того, глэм-интонациями в вокале Анта. Панк-сообщество встретило альбом без энтузиазма:

Печально, но их лучшие вещи так и остались незаписанными и продолжают циркулировать на бутлегах, вроде Red Scab…Послушайте такие вещи, как «Christian Dior», «Red Scab» и «Ruth Ellis». Поразительно, как много песен у них осталось невыпущенными. Ударник и гитарист ушли в Bow Bow Wow, но это не даёт ответа на вопрос, как мог этот превосходный набор песен превратиться в унылый Dirk Wears White Sox…Два официальных сингла, по которым можно судить о том, как должен был бы зазвучать дебютный альбом — «Young Parisians/Lady» и «Zerox» (с «Whip In My Valise» и «Physical» на би-сайдах) — ничуть не менее революционны, чем первый альбом Siouxsie & the Banshees. — Punk 77.
В 1983 году Адам выкупил права на пластинку и перевыпустил её в ремикшированном варианте, произведя перемены. «Catholic Day» и «Day I Met God» были заменены на сингловые версии «Zerox» и «Kick» (обозреватели Trouser Press усмотрели «тему в этом ревизионизме»), к ним добавилась совершенно новая запись «Cartrouble»
Встретив полное равнодушие как критики, так и зрителей, группа почувствовала необходимость срочно менять имидж и призвала на помощь Малкольма Макларена. Принято считать, что именно он предложил для группы новые имидж и стиль, но Ант, утверждал, что всё придумывал самостоятельно. Яркий индейско-пиратский имидж был разработан им как своего рода реакция на «…засилье бесцветных групп, не прилагающих никаких усилий к созданию сценического образа».

### Kings of the Wild Frontier
Перемены были встречены негативно музыкальной прессой и восторженно — зрителями: группа стала стремительно набирать популярность. В октябре 1979 года Уоррен вышел из состава и присоединился к Лестеру Сквэру в The Monochrome Set — его заменил Ли Горман (англ. Leigh Gorman). Прошедший с огромным успехом новогодний концерт в Electric Ballroom стал, однако, первым и последним для Гормана в составе Adam & The Ants. В январе 1980 он, Эшман и Барбаросса ушли в новый состав Макларена — Bow Wow Wow, как раз в те дни, когда Адам работал над материалом второго альбома.
В феврале 1980 года в Adam & the Ants вошли Крис «Меррик» Хьюз, Терри Майалл (ударные), басист Кевин Муни и Марко Пиррони (экс-The Models и Siouxsie & the Banshees). Последний вскоре стал настоящим музыкальным мозгом группы и соавтором всех её хитов.
В мае 1980 года Adam & the Ants подписали контракт с CBS. 8 ноября сингл «Dog Eat Dog» (после первого появления группы в программе Top of the Pops) поднялся до 4-го места в британских списках. Два месяца спустя второй студийный альбом группы Kings of the Wild Frontier, заряженный «мощными ритмами и первобытным весельем», возглавил UK Albums Chart, а полгода спустя получил Brit Award как лучший альбом года. После того, как сингл «Ant Music» поднялся до #2 в Британии, Decca и Do It начали раскручивать старые записи, чтобы заработать на популярности новых. «Young Parisians» в декабре 1980 поднялся до #9, «Zerox» (январь 1981, #45), «Cartrouble» (январь 1981, #33), альбом Dirk Wears White Sox в феврале 1981 поднялся до #16.

### Prince Charming
19 сентября 1981 года сингл «Prince Charming» поднялся на 1-е место в UK Singles Charts и группа провела аншлаговые гастроли Prince Charming Revue с материалом ещё не выпущенного третьего студийного альбома. Муни покинул состав и его заменил Гари Тиббс (англ. Gary Tibbs), с ним был записан трек «Stand & Deliver», выпущенный синглом (5 недель #1 в мае 1981 года) и получивший позже (29 апреля 1982 года) награду Ivor Novello как лучший сингл года; Ант и Пиррони победили в номинации «автор года».
В ноябре 1981 года вышел третий студийный альбом группы Prince Charming, который, хоть и показался музыкальной критике более «заторможенным», чем предыдущий, имел значительный коммерческий успех. Вслед за «Stand and Deliver» на вершину хит-парада поднялся заглавный трек (4 недели #1 в сентябре). «Ant Rap» в январе 1982 года достиг 3-й строки.
В 1982 году, ещё до распада группы, Ант начал успешную сольную карьеру, выпустив хит-сингл «Goody Two Shoes» (#1, 1982) и альбом Friend or Foe (1982), вторым синглом из которого вышел заглавный трек. В марте 1982 года, обвинив коллег в «отсутствии энтузиазма», он распустил состав и продолжал выступать соло, сохранив Марко Пиррони в качестве соавтора.

## Дискография

### Студийные альбомы
- Dirk Wears White Sox — 1979
- Kings of the Wild Frontier — 1980
- Prince Charming — 1981
- Peel Sessions — 1990 (записи 1978—1979 годов)

### Адам Ант: сольные альбомы
- Friend or Foe — 1982
- Strip — 1983
- Vive Le Rock — 1985
- Manners and Physique — 1990
- Wonderful — 1995
- Live At The Bloomsbury — 2008
- Adam Ant Is The Blueblack Hussar In Marrying The Gunner’s Daughter — 2013

### Сборники
- Hits — 1986
- Antics In The Forbidden Zone — 1990
- The Collection — 1991
- Antmusic — The Very Best Of Adam Ant — 1993
- B-Side Babies — 1994
- The Complete Radio 1 Sessions — 1996
- Super Hits — 1998
- The Very Best Of Adam And The Ants — 1999
- Antbox — 2000 (бокс сет, 3 СД)
- The Very Best Of Adam & The Ants: Stand & Deliver — 2006
- Dandy Highwaymen: The Best Of Adam & The Ants — 2007
- Playlist: The Very Best Of Adam Ant — 2012